# Movimiento Democrático - Georgia Unida
Georgia Unida – Movimiento Democrático (en georgiano: ერთიანი საქართველო – დემოკრატიული მოძრაობა, romanizado: Ertiani Sakartvelo - demokratiuli modzraoba) es el principal partido político de centro derecha de Georgia, creado el 23 de noviembre de 2008 por la política Nino Buryanadze.

## Historia

### Protestas de 2011
El 21 de mayo de 2011, más de 10.000 personas se manifestaron contra el gobierno de Mijeíl Saakashvili. La futura líder del partido Nino Buryanadze, su marido (Badri Bitsadze) y otros líderes de la oposición fueron las principales figuras de las protestas, que derivaron en violencia y enfrentamientos con la policía el 26 de mayo de 2011, cuando los manifestantes intentaron evitar un desfile que conmemoraba el Día Nacional de Georgia. Los eventos terminaron con algunos de los líderes arrestados.
El gobierno acusó a la oposición de planear un golpe de Estado a raíz de la guerra de Osetia del Sur de 2008. A su vez, el partido acusó al gobierno de realizar una "campaña de terror" contra la oposición.

### Época post-Saakashvili
Hasta 2012, el partido se opuso al gobierno encabezado por Mijeíl Saakashvili y su Movimiento Nacional Unido. 
Buryanadze fue nominado para las elecciones presidenciales de Georgia de 2013. Entre otras cosas, realizó campañas electorales populistas con declaraciones homofóbicas contrarias a su imagen de reformadora. En 2014, algunos líderes del Movimiento Demócrata-Cristiano se unieron y formaron un bloque con el partido de Buryanadze y la Compañía Georgiana. El bloque ganó más del 10% en las elecciones locales y en las elecciones a la alcaldía de Tiflis, el candidato del partido de 2014 Dimitri Lortkipanidze quedó tercero. En las elecciones parlamentarias de 2016, el partido hizo pública una iniciativa para situar a Georgia entre los países no alineados. Según el partido, la neutralidad debe estar consagrada en la constitución y después de eso, ya no se permitieron tropas extranjeras en suelo georgiano.

## Ideología
El partido favoreció lazos más estrechos con Rusia y la Unión Europea mientras mantenía y ampliaba muchas de las iniciativas de reforma económica y social del gobierno. También afirmó buscar una mayor libertad política más allá de lo que la administración de Saakashvili afirmaba proporcionar. Se opuso con vehemencia a lo que caracterizó como autoritarismo por parte del gobierno de Saakashvili.

## Resultados electorales

### Elecciones parlamentarias
| Elección | Votos  | %    | Representantes | +/–         | Posición | Coalición |
| -------- | ------ | ---- | -------------- | ----------- | -------- | --------- |
| 2016     | 88.097 | 3,53 | 0/150          | Sin cambios | 5º       |           |
| 2020     | 16.286 | 0,85 | 0/150          | Sin cambios | 10º      |           |

### Elecciones presidenciales
| Elección | Votos   | %     | Candidato       | +/–   | Posición |
| -------- | ------- | ----- | --------------- | ----- | -------- |
| 2013     | 166.601 | 10,19 | Nino Buryanadze | Nuevo | 3º       |
| 2018     | -       | -     | -               | -     | -        |

### Elecciones locales
| Elección | Votos   | %     | Representantes | +/–   | Coalición | Posición |
| -------- | ------- | ----- | -------------- | ----- | --------- | -------- |
| 2014     | 144.691 | 10,22 | 148/2088       | Nuevo |           |          |
| 2017     | 38.898  | 2,59  | 12/2043        | 136   | MD-GL     | 6º       |
| 2021     | 845     | 0,19  | 1/2068         | 12    |           | 15º      |